# Evangelische Kirche Büttelborn

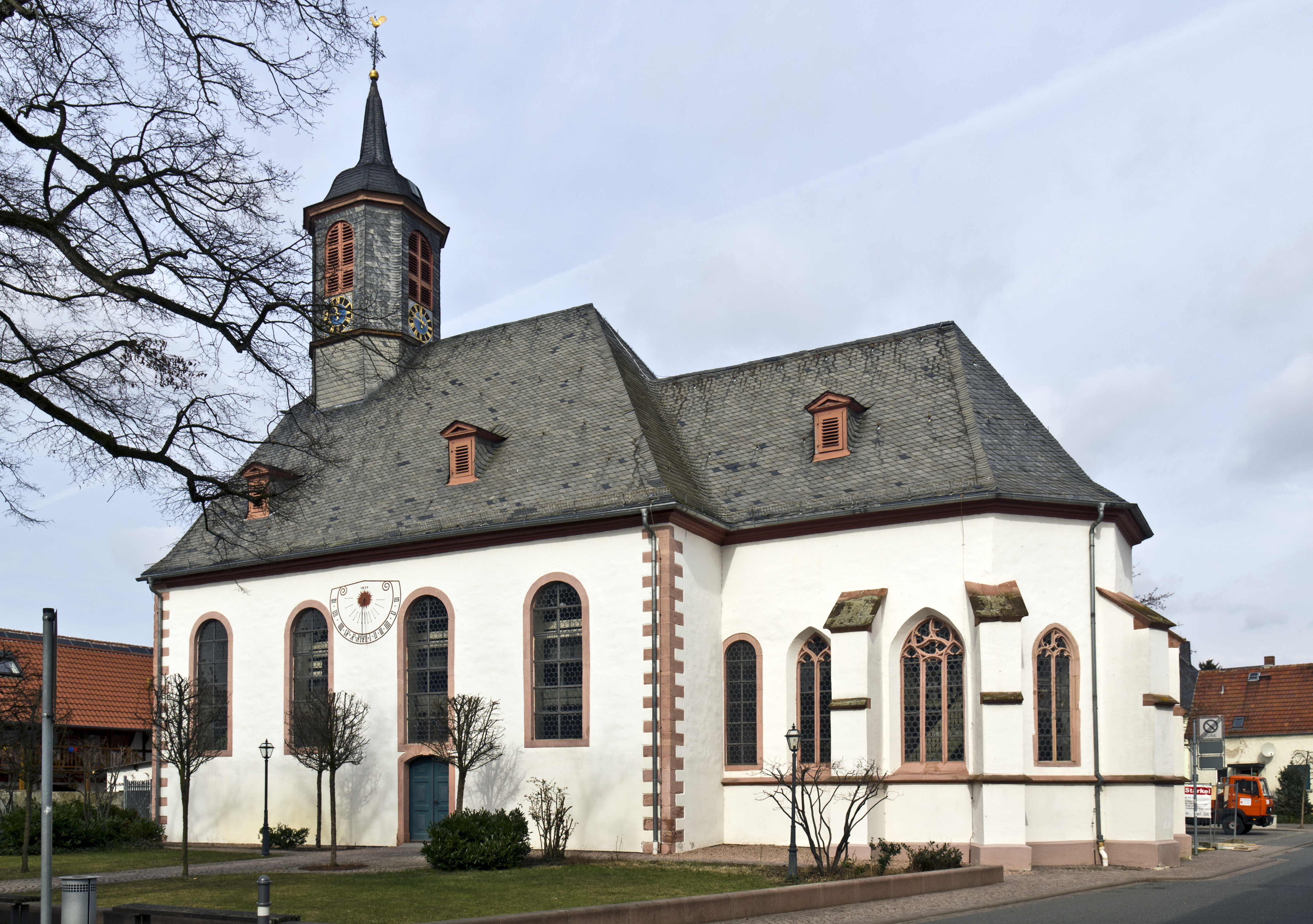
Evangelische Kirche

Die evangelische Kirche ist ein denkmalgeschütztes Gebäude in Büttelborn, einer Gemeinde im Landkreis Groß-Gerau, Hessen. Sie gehört zur Kirchengemeinde Büttelborn im Dekanat Groß-Gerau-Rüsselsheim der der Evangelischen Kirche in Hessen und Nassau.

## Geschichte und Architektur
Von der spätgotischen Vorgängerkirche vom Ende des 15. Jahrhunderts sind der Chor mit Fünfachtelschluss und Maßwerkfenster, sowie die Sakristei erhalten. Das Langhaus wurde von 1728 bis 1729 unter der Leitung von Friedrich Sonnemann errichtet. Auf dem Dach befindet sich ein Haubendachreiter. Die Pfeiler der dreiseitigen Empore sind bis zur Decke durchgeführt, sie tragen das hölzerne Muldengewölbe. Zur frühklassizistischen Ausstattung gehören die Kanzel und die Orgel, und ein Kruzifix aus Holz aus der Zeit um 1800.
Die von Johann Wilhelm Schöler (≈1723–1793) geschaffene Orgel wurde 1899 von Heinrich Bechstein umgebaut.